# Черногубцево
Черногубцево — деревня  в  Смоленской области России, в Гагаринском районе. Население — 289 жителей (2007). Расположена в северо-восточной части области в 3 км к западу от Гагарина. Входит в состав Ашковского сельского поселения. До 1993 года находилась в колхозе «Ленинский путь», совместно с окружающими деревнями Горлово, Свищево, Стопчище, Шилово, Шарапово.

## Экономика
2 сельхозпредприятия (ЗАО «Заря», ЗАО «Агрофирма Родина»).

## Известные люди
Александр Степанович Румянцев (1923—1997) — Герой Советского Союза, лейтенант,  командир взвода противотанковых ружей (ПТР) 109-го стрелкового полка 74-й стрелковой дивизии 13-й армии Центрального фронта.